# Vlag van Pembrokeshire

Vlag van Pembrokeshire

De vlag van Pembrokeshire is de vlag van het Welshe graafschap Pembrokeshire. De vlag werd ontworpen door de raadsleden Peter Stock, Dewi Pritchard, Jim Brock en Marjorie Jacobs in de jaren 1970 na de opheffing van Pembrokeshire County Council. Een verklaring van Peter Stock: De vlag werd gewijd als de officiële vlag van Pembrokeshire, in Pembroke Castle tijdens een ceremonie op 28 juli 1988 met een mars door de band van The Queen's Dragoons Guards. De ceremonie werd opgenomen voor het nageslacht. Joffre Swales, oprichter en dirigent van de Haverfordwest Town Band, schreef een mars getiteld "The Pembrokeshire Flag" voor de band om uit te voeren tijdens marsen door het hele graafschap.

## Ontwerp
De vlag is gebaseerd op de vlag van Saint David. (De kathedraal van de heilige, de stad St Davids, ligt in Pembrokeshire.) Het blauw wordt ook beschouwd als een herinnering aan de zee, en het geel aan de zomerzon. De centrale roos staat voor de rode Tudorroos, een symbool dat werd gebruikt door koning Hendrik VII, de stichter van de Tudor-dynastie; een man van zowel Welshe als Engelse afkomst die werd geboren in Pembroke Castle. De groene vijfhoek rond de roos symboliseert de groene velden en kliftoppen van Pembrokeshire.